# Nianfors landskommun
Nianfors landskommun var en tidigare kommun i Gävleborgs län. Centralort var Nianfors.

## Administrativ historik
Nianfors landskommun (från början Nianforss landskommun) bildades genom en utbrytning av områden ur landskommunerna Njutånger, Enånger, Forsa och Arbrå den 23 april 1869.
Den 1 januari 1949 (enligt beslut den 6 februari 1948) överfördes från Nianfors landskommun och församling till Enångers landskommun och församling fastigheterna Larsbo, Danielsbo och Hälsen med 8 invånare och omfattande en areal av 21,72 km², varav 19,81 km² land.
Den upphörde vid kommunreformen 1952, då den gick upp i Njutångers landskommun. Sedan 1971 tillhör området Hudiksvalls kommun.

### Kyrklig tillhörighet
I kyrkligt hänseende tillhörde kommunen Nianfors församling.

## Kommunvapen
Nianfors landskommun förde inte något vapen.

### Fotnoter
1. ↑  Per Andersson: Sveriges kommunindelning 1863-1993, Draking, Mjölby 1993, ISBN 91-87784-05-X, s. 88-89
2. ↑   ( PDF) Folkräkningen den 31 december 1950, I, Areal och folkmängd inom särskilda förvaltningsområden m.m., Tätorter. Stockholm: Statistiska centralbyrån. 1952. sid. 104 & 106. Arkiverad från originalet den 1 oktober 2014. https://www.webcitation.org/6T09ZkyrB?url=http://www.scb.se/Grupp/Hitta_statistik/Historisk_statistik/_Dokument/SOS/Folkrakningen_1950_1.pdf. Läst 16 november 2017 Arkiverad 29 oktober 2013 hämtat från the Wayback Machine.